# Маячківська сільська рада
Маячківська сільська рада — колишній орган місцевого самоврядування у Новосанжарському районі Полтавської області з центром у c. Маячка.

## Населені пункти
Сільраді були підпорядковані населені пункти:
- c. Маячка
- с. Губарівка
- с. Рекунівка